# Eleonora Buratto
Eleonora Buratto (1982) es una soprano italiana especializada en bel canto.

## Biografía
Eleonora Buratto nació en Mantua (Italia). Se diplomó en canto en el conservatorio de Mantua en 2006 además de ser alumna de los cantantes míticos Luciano Pavarotti y Mirella Freni. 
Debutó en 2007 en el rol de Musetta de La Boheme de Giacomo Puccini en el Teatro Lírico Sperimentale de Spoleto donde ganó el concurso A. Belli. En 2009 comienza una colaboración con el director Riccardo Muti que se fragua en distintas óperas como Demofonte de Niccolò Jommelli, Los dos Fígaros de Saverio Mercadante o Don Pasquale de Gaetano Donizetti.
Su repertorio alcanza desde ópera barrocas como Julio César de Georg Friedrich Handel, pasando al clasicismo con Orfeo y Euridice de Christoph Willibald Gluck y Medea de Luigi Cherubini hasta llegar al El elixir de amor de Donizetti, Simon Boccanegra de Giuseppe Verdi; hasta ópera del siglo XX como Ariadna en Naxos de Richard Strauss o La vieja doncella y el ladrón de Gian Carlo Menotti. 
Ha cantado en algunos de los cosos operísticos más importantes de Europa como el Teatro Real de Madrid, el Teatro de San Carlos, el Teatro Regio de Turín, la Ópera de Roma, la Ópera de París, la Ópera de Zúrich, el GranTeatro del Liceo de Barcelona o el Festival de Salzburgo. 
En América, ha colaborado con la Orquesta Sinfónica de Chicago cantando la Misa en si menor de Johann Sebastian Bach.